# Чейшоара
Чейшоара (рум. Ceișoara) — село у повіті Біхор в Румунії. Входить до складу комуни Чейка.
Село розташоване на відстані 404 км на північний захід від Бухареста, 32 км на південний схід від Ораді, 106 км на захід від Клуж-Напоки, 143 км на північний схід від Тімішоари.

## Населення
За даними перепису населення 2002 року у селі проживали 696 осіб, з них 695 осіб (99,9%) румунів. Рідною мовою 695 осіб (99,9%) назвали румунську.